# Olios fugiens
Olios fugiens là một loài nhện trong họ Sparassidae.
Loài này thuộc chi Olios. Olios fugiens được Octavius Pickard-Cambridge miêu tả năm 1890.